# Borsmenta
A borsmenta (Mentha × piperita) fűszer- és gyógynövény, az árvacsalánfélék (Lamiaceae) családján belül a Menta (Mentha) nemzetségbe tartozik. Egyéb nevei: borsosmenta, angol menta, mithen menta.

## Elnevezés, rendszertan
Valószínűleg a vízi menta (Mentha aquatica) és a fodormenta (Mentha spicata) fajok hibridje. (A fodormentaként ismert növény a M. spicata var. crispata.)
Nevében a "bors" szó a növénye erős, borsos ízére utal, míg a "menta" Menthe görög nimfa nevéből ered.
A borsosmenta termesztésben lévő formái:
- M. piperita var. officinalis f. rubescens Camus – fekete (vörös) menta,
- M. piperita var. officinalis f. pallescens Camus – fehér (zöld) menta.[2]

## Elterjedés, élőhely
1696-ban, Angliában, Mitcham közelében bukkantak első példányára egy mentamezőn. Világszerte sok országban termesztik, ki is vadul.
A téli fagyot jól tűri, kedveli a gazdag, mélyrétegű talajokat és viszonylag vízigényes növény.
Európa és Ázsia egyes térségein vadon is nő.

## Leírása
Lágy szárú, évelő növény. Magassága 40–90 cm. Gyökértörzséből erednek módosult földbeli hajtásai (sztólói), valamint módosult földfelszíni hajtásai, melyek egyaránt alkalmasak gyökér- és hajtásképzésre.
A levelek rövid nyelűek, lemezük lándzsa vagy nyújtott ellipszis alakú, fűrészes szélű, a levél csúcsa hegyes, válla lekerekített, erezete szárnyas, felszíne sötétzöld, fonáka világosabb zöld. Gyakran a levélerezet, vagy a levél egy része antociántól ibolyás színű. A pallesens formán nem mutatkoznak elszíneződések a száron.
Fontos illóolajtartalmú növény. A friss növény 0,20-0,25% illóolajat tartalmaz, ennek fő alkotórésze a mentol (45-60%). Ez adja az olaj és egyúttal a növény jellegzetes hűsítőízét.
Virágzata álörvökből álló füzér. Virágai lila színűek, július és szeptember között nyílnak. Termése makkocska, de magja csak ritkán csíraképes. Vegetatívan jól szaporodik, és a termesztésben is ezt használják ki.

## Felhasználása

### Gyógynövényként
A drogot a borsmenta virágzás előtt gyűjtött, szárított lomblevelei (Menthae piperitae folium) szolgáltatják.
A levéldrog mentolos szagú, íze először égető, majd hűsítő. A virágzáskor gyűjtött gyógynövény kellemetlen szagú a mentofurantartalom megnövekedése miatt.
Magyarországon ismert, elterjedt mint teanövény. Használata igen egészséges, mert emésztési zavaroknál, felfúvódásnál, epegyulladásnál, menstruációs zavaroknál nagyon jó szolgálatot tesz. Teáját főleg görcsoldásra, felfúvódásoknál alkalmazzák, egyéb drogokkal együtt nyugtatóként is. Ha más mentafajokkal keverik (pl.:fodormenta), akkor borsos-mentának nevezik. A tea egy evőkanál vágott drogból készül 150 ml forrásban lévő vízzel, 5-10 perces áztatással.
Naponta 3-4 csészével fogyaszthatják, étkezések között. A mentol a nyálkahártya hidegérző receptoraira hatva hűsítő érzést kelt, mely reflektorikusan érszűkületet okoz. Ezen kívül csökkenti a viszketési ingert a bőrön. Migrénes rohamoknál görcsoldó.
Hatása: görcsoldó, nyugtató, összehúzó.
Kémiailag elkülönített tartalomanyagok: illóolaj 0,5-4%-ban mentol, mentolészterekkel, mentonnal, mentofuránnal (a virágzatban halmozódik fel, a minőséget rontja), jázmonnal, klorogénsavat tartalmaz. A további tartalomanyagai: cserzőanyagok 6-12%-ban, flavonoidok, triterpének, keserűanyagok.
Az illóolajat inhalációs célokra is használják orrnyálkahártya-gyulladásnál, légcsőhurutnál, reumatikus betegségek kezelésekor használt krémek alkotórésze.

### Egyéb
Gyümölcssalátákhoz, pulyka töltelékébe, szószok, mártások, teák, likőrök, ízesítésére, kozmetikai készítményekhez. Kandírozott leveleivel édes ételeket díszíthetünk.
Illóolaját a cukrászatban, valamint a kozmetikai iparban használják fel szájvizekben, fogkrémekben.

## Termesztése
A jól megmunkált, laza, mélyrétegű, közép-kötött, jó vízgazdálkodású talajt kedveli. Ősszel vagy tavasszal, dugványozással, illetve tőosztással szaporítják. Évenként kétszer vágják, illetve fosztják a leveleit.

## Ellenjavallat
Gyerekeknél, főleg csecsemőknél tilos mentoltartalmú készítményeket alkalmazni, például orrkenőcsökben, mert nehéz légzést, légszomjat okozhat. A mentatea érzékenyebb egyéneknél mentoltartalma miatt gyomornyálkahártya-gyulladást okozhat, és csalánkiütés is jelentkezhet. Továbbá férfiaknál nagy mennyiségben káros hatással van a tesztoszteronszintre. A tesztoszteronszint csökken, és ebből kifolyólag a spermiumképzésben is zavarok lépnek fel. Nagy mennyiségben leginkább teaként káros.

## Galéria

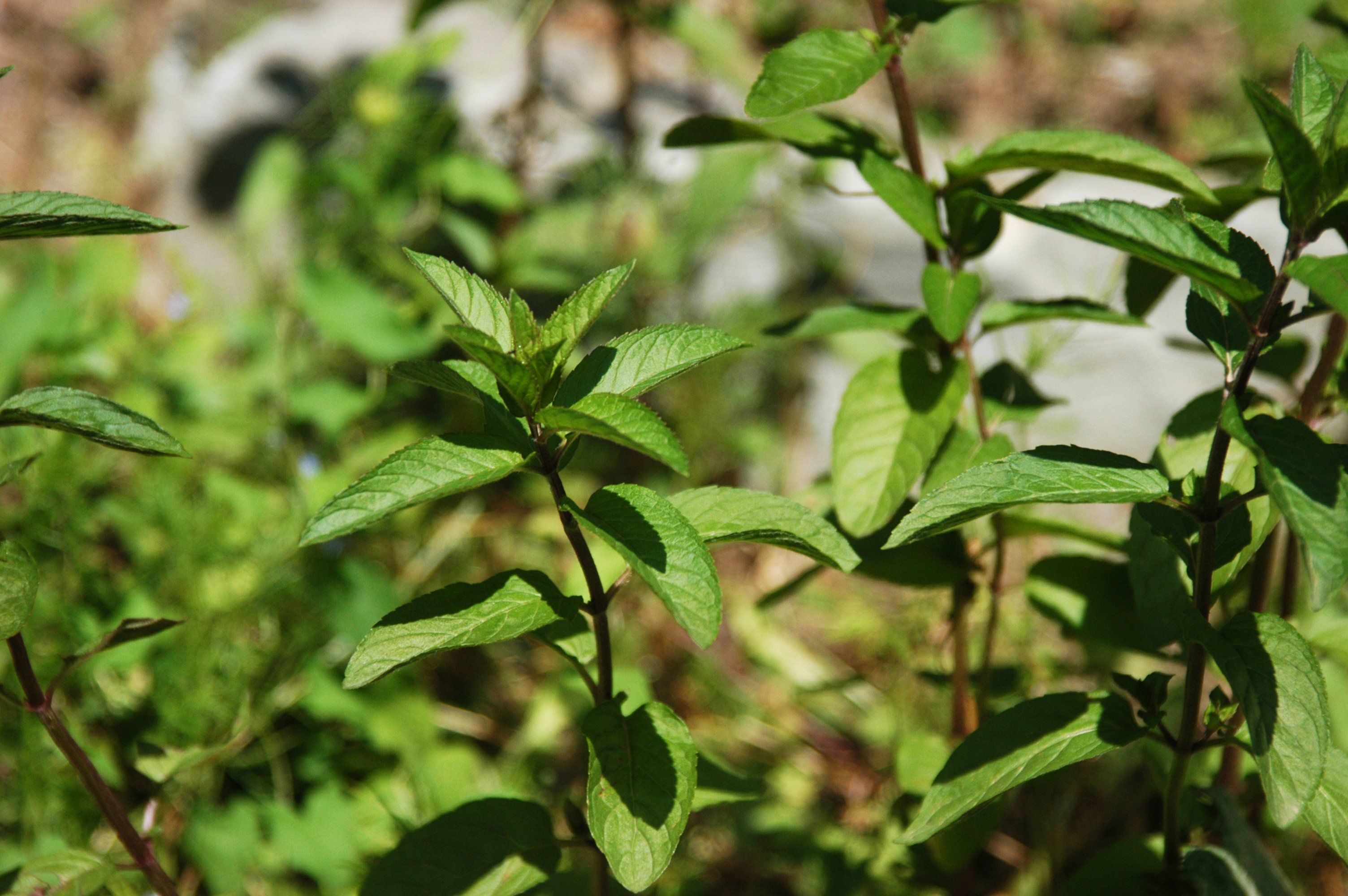
Borsmenta (Mentha × piperita)
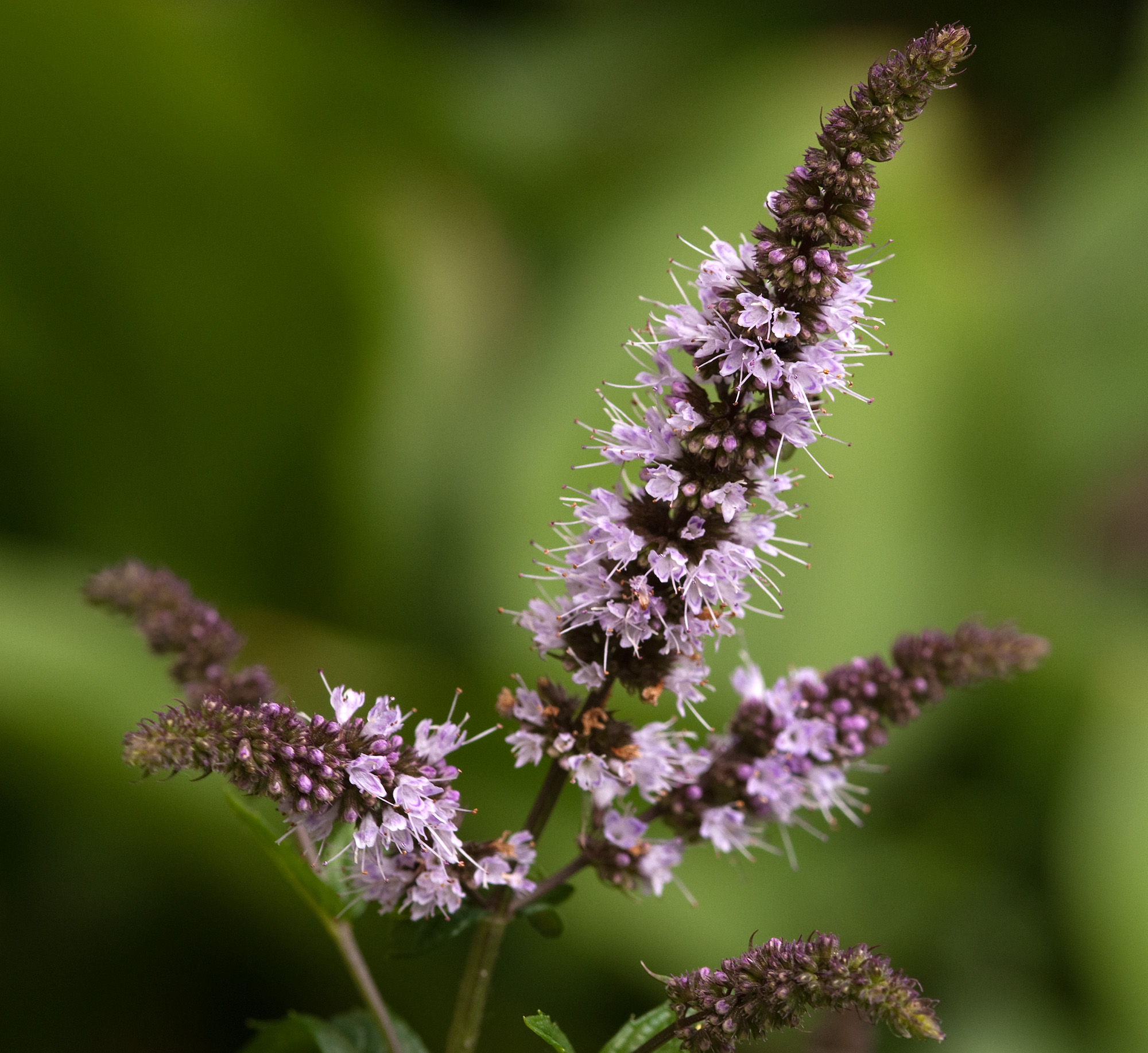
Borsmenta virága közelről
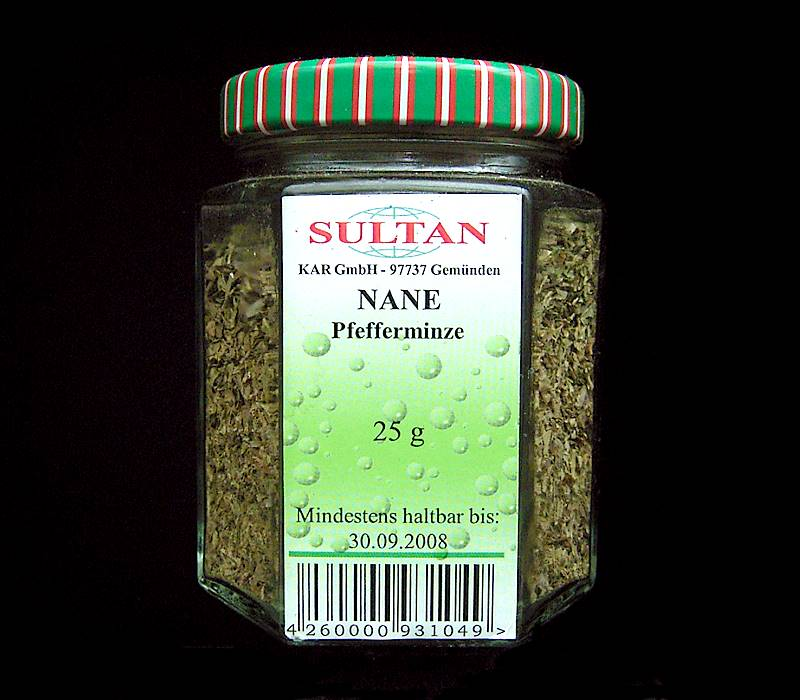
Szárított borsmentalevelek